# ميكولا أزاروف
ميكولا يانوفيتش أزاروف (بالأوكرانية: Мико́ла Я́нович Аза́ров، (الروسية: Никола́й Я́нович Пахло) ولد في 17 ديسمبر 1947) هو سياسي أوكراني تولى رئاسة وزراء أوكرانيا من 11 مارس 2010 إلى 27 يناير 2014. كان النائب الأول لرئيس الوزراء ووزير المالية من 2002 إلى 2005 ومرة أخرى من 2006 إلى 2007. وبحكم منصبه خدم أزاورف بصفة رئيس وزراء في حكومة الرئيس فيكتور يانوكوفيتش الأولى.
بعد انتصار فيكتور يانوكوفيتش في الانتخابات الرئاسية لعام 2010، خلف أزاورف يانكوفيتش في رئاسة حزب الأقاليم، وعين رئيسًا للوزراء في مارس 2010. استقال أزاروف من حكومته على وقع احتجاجات الميدان الأوروبي التي عمت البلاد أواخر عام 2013 وبداية 2014.

## الصورة السياسية والثقافية
يتهم القوميون الأوكرانيون والصحافة الغربية لأصوله الروسية. يتحدث أزاروف الأوكرانية على نحو ضعيف. مع ذلك، أكد لناخبيه في أوائل مارس 2010 أن حكومته ستتحدث الأوكرانية. في أبريل 2011 قال أيضًا: أشعر أني أوكراني بنسبة مئة بالمئة.
في 11 مارس 2010 وصفته مقالة في صحيفة ذا جارديان البريطانية بأنه أكثر أعضاء الحكومة الجديدة محبة للروسية. وفي المقالة ذاتها، اقتباس لمسؤول أوكراني مجهول يقول هو ممل جدًا ومعاد للشعبوية.
قال العضو السابق في حزب الأقاليم تاراس شورنوفل أن العضو المتنفذ في الحزب رينات أخميتوف وجناح الأعمال في حزب الأقاليم لا ينظرون نظرة إيجابية إلى أزاروف. قال شورنوفل أنه سمع مقربين من أخميتوف يقولون عن أزاروف: من الأفضل التعامل مع تيموشنكو؛ تكلفة أقل.
في نوفمبر 2010 أظهر مسح على مستوى البلاد أجراه مركز رازمكوف أن 13.2 في المئة فقط ممن المستجيبين للمسح يدعمون بالكامل حكومة أزاروف فيما 45 بالمئة لا يدعمونه.

### وزيرا أولا

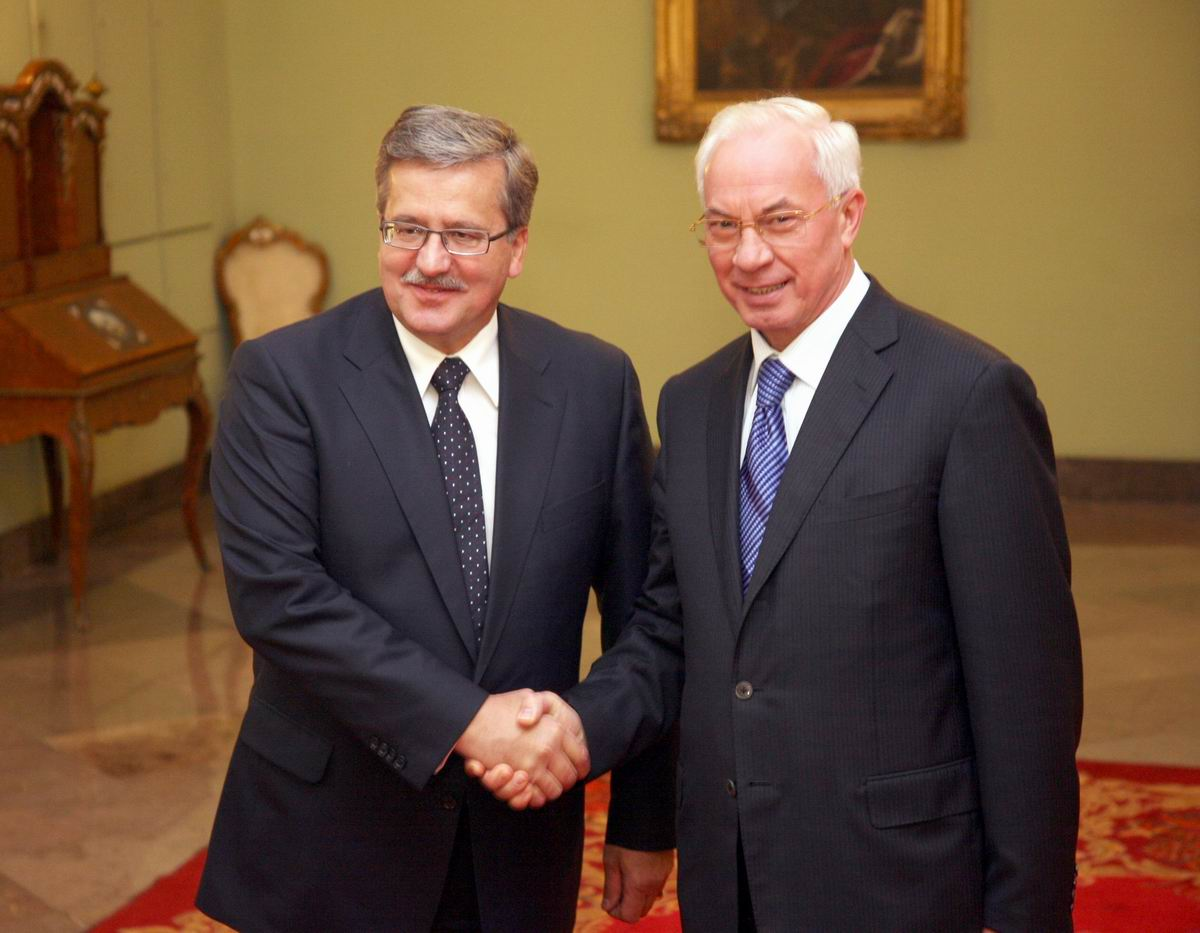
Polish President برونيسواف كوموروفسكي and Azarov (30 September 2010)

## الاستقالة
في 27 يناير 2014، قدم أزاروف خطاب استقالته للرئيس بعد أسابيع من احتجاجات الميدان الأوروبي التي عمت غرب أوكرانيا أواخر عام 2013 وبداية 2014، وحصلت فيها اشتباكات سقط فيها مدنيون ورجال شرطة.